# Flecista (obraz Édouarda Maneta)
Flecista albo Chłopiec z piszczałką (fr. Le Joueur de fifre) – obraz olejny na płótnie francuskiego malarza Édouarda Maneta namalowany w 1866, a obecnie przechowywany w Musée d’Orsay w Paryżu. Dzieło ma wymiary 160 cm wysokości i 97 cm szerokości.

## Historia
Powstanie malowidła wiąże się z pobytem autora w Hiszpanii w 1865, kiedy to podczas wizyty w Muzeum Prado zachwycił się dziełem Diega Velázqueza Pablo z Valladolid, które nazwał najbardziej zadziwiającym obrazem, jaki został kiedykolwiek namalowany. W 1866, wzorując się na obrazie hiszpańskiego mistrza, Manet namalował Flecistę. Dzieło zostało jednak odrzucone przez Salon paryski w tym samym roku, w którym zostało namalowane. W obronie artysty i jego dzieła wystąpił młody pisarz
Émile Zola. Na łamach Événement opublikował artykuł, który wywołał wiele zamieszania, a jemu samemu przysporzył wiele problemów. W 1867 obraz został zaprezentowany na wystawie, którą Manet urządził w swoim atelier, natomiast w 1884 na większej, retrospektywnej wystawie zorganizowanej w dowód uznania dla artysty, po jego śmierci w 1883. W latach 1872–1873 dzieło znajdowało się w kolekcji Duranda-Ruela, między 1873 a 1893 jego właścicielem był francuski kompozytor i baryton Jean-Baptiste Faure, przyjaciel Maneta. W 1893 powróciło do zbiorów Duranda-Ruela, a w rok później zakupił je hrabia Isaac de Camondo i u niego pozostało aż do 1911. Wtedy to zostało podarowane państwu francuskiemu i zostało umieszczone w magazynach Luwru. Dopiero w 1914 zostało pokazane zwiedzającym, a w 1947 przeniesione do Galerie nationale du Jeu de Paume. Pozostawało tam do 1986, kiedy to przeniesiono je do Musée d’Orsay. Jest tam umieszczone w pokoju 14, na poziomie 0.

## Opis
Obraz przedstawia chłopca ubranego w mundur i grającego na flecie. Modelem był nieznany chłopiec z orkiestry, chociaż niektórzy badacze twierdzą, iż dłonie i twarz przedstawionej postaci wskazują na to, że dodatkowo modelami mogli być Victorine Meurent, albo Léon Koëlla. Stylizacja malowidła wskazuje na zainteresowanie autora malarstwem japońskim, natomiast jednolite, nieokreślone tło bez wskazania konkretnego miejsca, przywodzi na myśl sztukę Velasqueza. Artysta wykorzystuje kolory jednolite i płaskie. Czerń jest czysta bez rozjaśnień. Głębia oddana jest tylko w niektórych detalach dzieła, natomiast przestrzeń jest jej pozbawiona. Tło jest na tyle jednolite, że z trudnością można dostrzec granicę między podłogą a przestrzenią za flecistą.